# Forsycja pośrednia

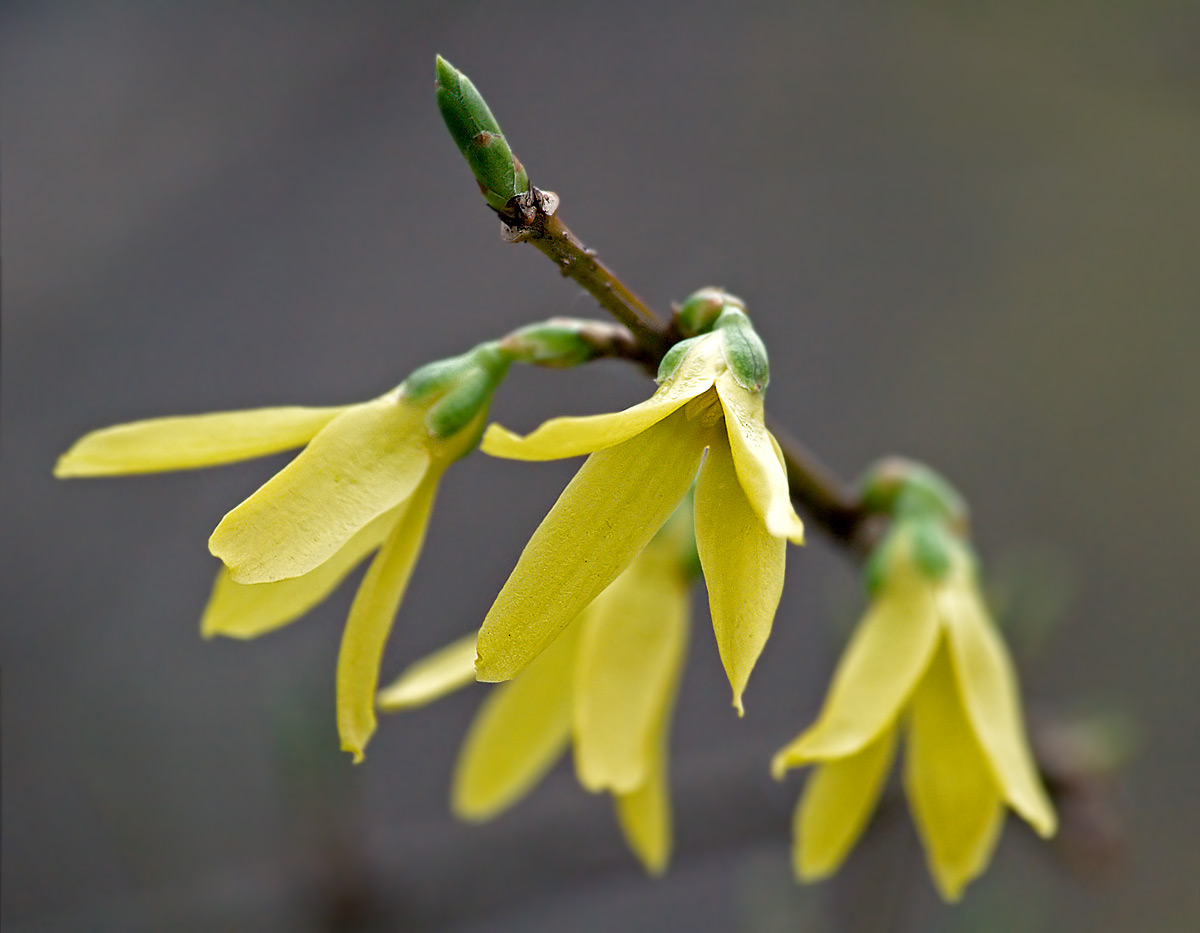
Kwiaty

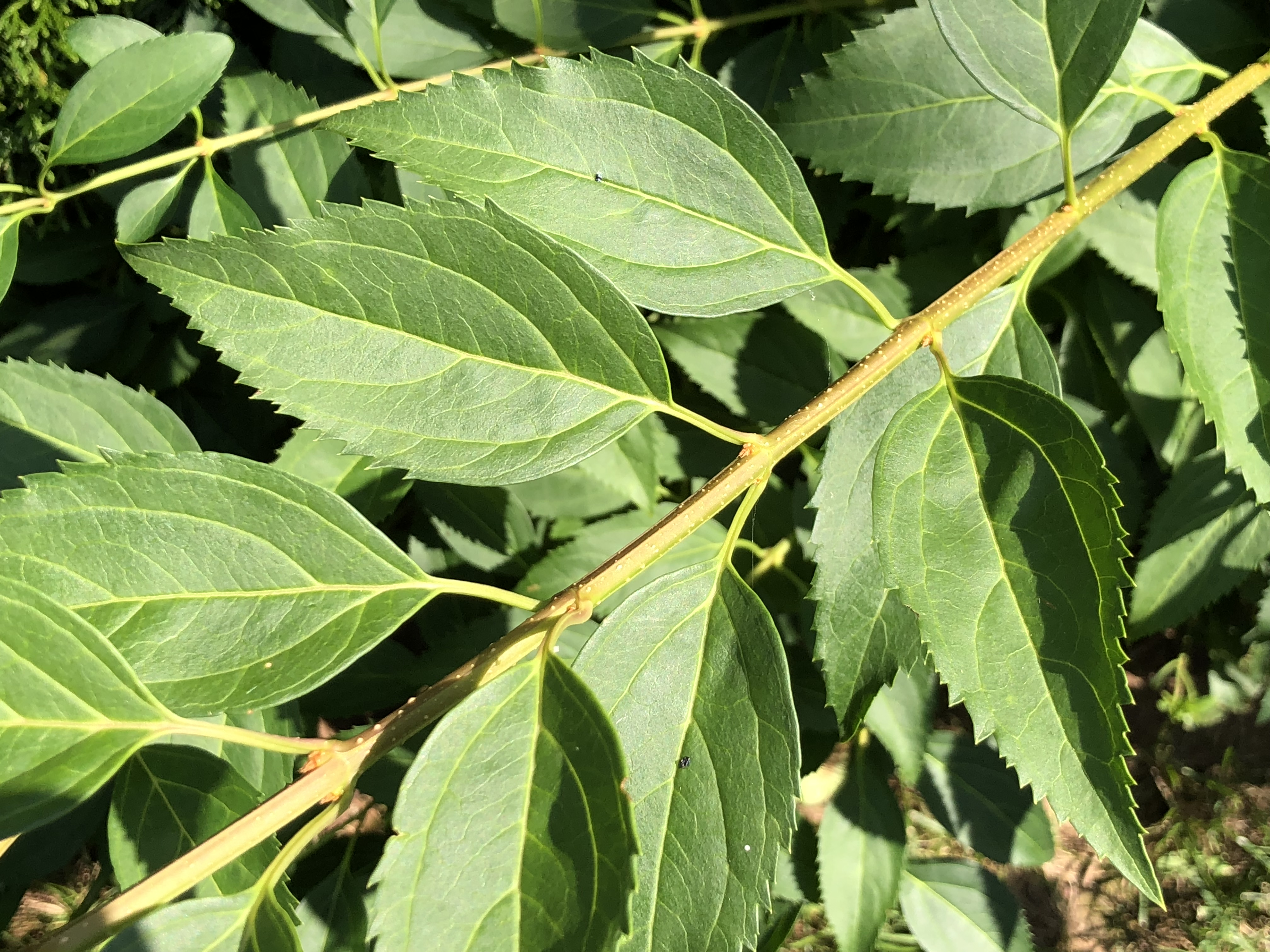
Liście

Forsycja pośrednia  (Forsythia × intermedia) – gatunek rośliny z rodziny oliwkowatych. Jest mieszańcem powstałym w wyniku skrzyżowania F. suspensa (forsycja zwisła) var. fortunei i F. viridissima. Po raz pierwszy mieszańca tego wyhodowano ok. 1885 w ogrodzie botanicznym w Getyndze. Jest uprawiany jako krzew ozdobny.

## Morfologia
OpisDość gęsty i dość szeroko rozrośnięty krzew do 3 m wysokości, o pędach wyprostowanych i częściowo zwisających. Górna część pędów ma rdzeń podzielony blaszkami na komory.
LiścieJajowato-podługowate, ciemnozielone, przeważnie pojedyncze, czasami tylko 3–listkowe. Górna część liści jest piłkowana, dolna przeważnie całobrzega.
KwiatyJasno lub ciemnożółte, lejkowate, 4–łatkowe, o długości do 5 cm. Wyrastają bardzo gęsto na krótkich szypułkach na wieloletnich pędach. Roślina kwitnie wczesną wiosną (marzec–kwiecień), jeszcze przed rozwojem liści.
OwoceOwocem jest torebka.

## Zastosowanie
Jest powszechnie uprawiana w parkach i przydomowych ogrodach, zarówno pojedynczo (soliter), jak i w grupach. Jej walorami ozdobnymi jest bardzo obfite kwitnienie wczesnowiosenne; jest to jeden z najwcześniej zakwitających krzewów i kwitnie w okresie, gdy drzewa i krzewy nie posiadają jeszcze liści. Jaskrawożółto kwitnące forsycje są wówczas dostrzegalne z daleka. Nadaje się również na żywopłoty, dobrze znosi cięcie. Kwitnące gałązki wykorzystywane są na kwiat cięty; w wodzie dość długo zachowują żywotność. Można również uzyskać ich przyspieszone kwitnienie na Boże Narodzenie. W tym celu ścina się je przed 4 grudnia i umieszcza zanurzone końcami w wodzie w chłodnym miejscu. Gdy nabrzmieją już pąki przenosi się je do ciepłego pomieszczenia i wówczas zakwitają.

## Odmiany
Uprawiane są liczne kultywary. Niektóre z nich to:
- 'Goldzauber' – ma cienkie pędy, ciemnożłóte kwiaty i charakteryzuje się niezbyt silnym wzrostem
- 'Lynwood' – ma ciemnożółte kwiaty regularnie rozmieszczone na wyjątkowo sztywnych i wzniesionych pędach.
- 'Maluch' – polska karłowata odmiana o wysokości do 1 m, drobnych kwiatach i gęsto rozmieszczonych, cienkich pędach.
- 'Spectabilis' – jedna z bardziej popularnych odmian. Osiąga wysokość do 2,5 m, ma złocistożółte, bardzo duże kwiaty i kwitnie bardzo obficie. Zakwita dość późno, dzięki czemu mniej jest narażona na wczesnowiosenne przymrozki.

## Uprawa
- Wymagania. Nie ma specjalnych wymagań co do gleby, rośnie dobrze niemal na każdej, ale na żyznej rozwija się szybciej i bujniej kwitnie. Wymaga stanowiska słonecznego. W polskich warunkach jest całkowicie mrozoodporna (strefa klimatyczna 5A), ale nie w każdym rejonie Polski kwitnie corocznie. Wynika to z tego, że w niektórych miejscach (np. w kotlinach rzek górskich) występują szczególnie silne wiosenne przymrozki, które uszkadzają jej kwiaty.
- Sposób uprawy. Nie wymaga specjalnych zabiegów pielęgnacyjnych. Co 3–4 lata po przekwitnięciu należy silnie prześwietlić krzew, gdyż na starszych pędach kwitnie słabo. Wiosną i latem (nie dłużej niż do końca sierpnia) wskazane jest nawożenie.